# Anne Arc
Anne Arc (née Anna Samson le 8 juin 1974) est une plasticienne, poétesse et écrivain française.

## Biographie
Principalement plasticienne et poète, Anne Arc a créé quelques dizaines d'ouvrages dans le domaine de l'art contemporain du livre d’artiste, 
. Docteur ès lettres, elle a parachevé ses études universitaires par celles de l'art graphique et de l'art du livre ainsi que de la littérature médiévale, à l’Université Paris-VIII, à l’École des hautes études en sciences sociales (EHESS, Paris) sous la direction de Jean-Claude Schmitt et à l’Université Humboldt de Berlin sous la direction de Horst Wenzel (de).
Pascal Fulacher a écrit en 2012 : « Diplômée ès lettres, Anne Arc poursuit ses recherches sur la gestualité à l'EHESS de Paris et l'UH à Berlin. Ses œuvres font intervenir peinture, gravure, collage, sculpture et poésie. Elle a participé à une trentaine de livres d'artiste en tant que poète, traducteur et artiste. Anne Arc est également critique d'art, plus particulièrement dans le domaine du livre d'artiste contemporain. ».
En 2004-2005, lors de son séjour à Dives-sur-Mer, elle sculpte un jeu d'échecs complet, pièces en argile sur les motifs du Moyen Âge.
Depuis l'année 2006, Anne Arc s’est concentrée sur la création de livres d'artiste à tirage limité, voire d'exemplaires uniques, souvent en collaboration avec d'autres artistes comme Christiane Just, Andreas Hegewald (de), Serge Chamchinov, Max Marek, Hermann Rapp, Suzie Bohm ou Andreas Kramer. Ses textes et ses traductions ont fait l’objet de création de livres d’artistes publiés par plusieurs maisons d’édition spécialisées, telles, par exemple : TranSignum (Paris, 2006), BuchenPresse (Dresde, 2007, 2008),Association Recto Verso (Reims, 2013), Atelier Avalon (Dives-sur-Mer, 2010), Offizin Die goldene Kanne (Wielrod, 2009), Das kleine rote Haus (Kiebitzreihe, 2013). Quelques livres auxquels Anne Arc a contribué en tant qu’artiste ont été mentionnés et présentés dans des catalogues et des revues, dans les articles rédigés par des artistes, conservateurs de bibliothèques, historiens d'arts, chercheurs et collectionneurs, parmi lesquels Yves Namur, Barbara Beisinghoff , Silvio Corsini, Loïc Guidel, Daniel Leuwers,, Michel Wittock, René Marx, Caroline Bérenger.   
Dans les années 2006 à 2013, Anne Arc a été la directrice artistique de la Biennale internationale des livres d'artistes Biblioparnasse, à Dives-sur-Mer. Depuis 2011, elle préside l’association internationale Livre d’artiste & Art contemporain et dirige le musée-nomade du Livre d'artiste à Granville. Par ailleurs, depuis l'année 2008, Anne Arc a participé à plusieurs projets du Laboratoire du livre d'artiste (Granville), où elle a entrepris et publié plusieurs traductions en français et en allemand, notamment des textes inédits en France de Velimir Khlebnikov, Ossip Mandelstam, Marina Tsvetaïeva,, Daniil Harms, Vassili Kandinsky et Paul Klee. Elle est à l’origine du groupe artistique Sphinx Blanc dont elle fait partie, revendiquant le lien avec les avant-gardes.
Les livres-œuvres d'Anne Arc sont de grand format et c'est pourquoi souvent ils sont présentés en tant qu'installations spatiales pendant les expositions. Parmi les plus importantes on peut citer les expositions personnelles qui se sont déroulées dans les institutions publiques, en particulier à la médiathèque Pierre-Amalric, Albi, du 27 avril au 9 juin 2012 , au Musée d'art moderne Richard Anacréon, Granville, du 12 mars au 19 mai 2013
 et du 19 mars au 18 mai 2014
, ainsi qu'à la Maison Losseau, Mons, du 11 septembre au 9 octobre 2015 . 
Certaines des œuvres d'Anne Arc font partie des collections de musées comme le Musée d'art moderne Richard Anacréon à Granville, les Archives et Musée de la littérature à Bruxelles, le Musée d'art moderne (Museum of Modern Art) à New York, ainsi que des fonds des livres rares et précieux de bibliothèques comme la Bibliothèque nationale et universitaire (Strasbourg), la Bibliothèque cantonale et universitaire de Lausanne, collection Koopman de la Bibliothèque royale (Pays-Bas), La Haye.

## Quelques œuvres
- Sur le Cadran, poème et collages d’Anne Arc, collection Laboratoire du livre d’artiste, 2008[31].

- Cahier Bleu, 6 variantes, linogravures sur papier Himalaya, texte de Daniil Harms, bilingue, 2010[32].Ce livre fait à l'Atelier Avalon du Village d'Art à Dives-sur-Mer a été présenté pendant la Biennale internationale des livres d'artiste Biblioparnasse en 2011[33].

- Plus, poème, gravures et découpages d’Anne Arc, extraits de L'Oiseau bleu de Maurice Maeterlinck, 2011L'exemplaire unique de ce livre figure parmi les œuvres de l'exposition (septembre 2015) organisée par les Archives et Musée de la Littérature de Belgique au Centre culturel Bertrix, À la découverte du théâtre belge Fin de Siècle (1889-1914)[34].

- Mon Kandinsky, mon Malevitch..., livre peint, chez l’artiste, Granville, 2011[35].

- La Vigne tordue, texte d'Ossip Mandelstam, traduction et photogravures par Anne Arc, 2013Présenté au Musée d'art moderne Richard Anacréon de Granville pendant l'exposition ABCédaire d'un libraire. Richard Anacréon, une collection. 30 ans du musée, 30 livres d'exception (du juin 2015 au mai 2016)[36].

- Escalier obscur, collection Livre vertical, texte de Marina Tsvetaïeva Poème de l’escalier, 1926 (traduction inédite par Anne Arc, 2011). Réédition sous le titre M. Tsvetaeva: Poème de l'escalier, Groupe Sphinx Blanc, 2016 [37].

- Architectonique du Sphinx[38], collection Laboratoire du livre d'artiste, section Genèse des formes, 2013[39].Ce volume a été exposé au musée régional de Zons (Kreismuseum Zons) en avril 2016, par la suite d'un colloque international Architectonique du livre d'artiste (les 29 et 30 mars 2016)[40],[41].

- 46 ? ou Plume ad patres (Fantasmagorie parodique), collection Fête des fous, textes par Anne Arc, préface d’Yves Namur, gravures par S. Chamchinov, 2014[42]Le texte de ce livre a été lu le 3 mai 2016 à la bibliothèque universitaire de Paris-8, à l'occasion de l'exposition Chamchinov. Plume ad Patres[43].

- Kandinsky B quadratum, texte inédit de Vassili Kandinsky (traduction en français et en allemand par A. Arc), collection Bauchaus-21, 2015 (ISBN 979-10-91274-61-6)[44].

- Mars (texte et dessins de l’artiste), livre leporello, exemplaire unique. Technique : lavis libre, mine de plomb, collage sur Fabriano 225 g. Atelier d’artiste, Granville, 2015 Exposition Archéologie de la mémoire, 1916-2016, distances et raccourcis du 4 mars au 4 juin 2016 à la bibliothèque Carnegie, pôle de conservation et de valorisation du patrimoine au sein de la bibliothèque municipale de Reims[45]. Voir: M.-C. Bourven, Archéologie de la mémoire 1916-2016. Distances & Raccourcis, édition Recto-verso, Université de Reims, Bibliothèque de Reims, 2016, p. 27  (ISBN 9782746-688216).

- Gottfried, 5 silhouettes,livre d'artiste 2016, en feuilles, collages, œuvre unique

- Affaire "La petite maison rose", livre d'artiste à l'exemplaire unique, 2016. Format 58 cm, technique: collage sur papier Himalaya. Hommage à Georges Simenon Conception originale d'une "enquête policière". Livre d'artiste unique d'Anne Arc, avec son monogramme à la plume (collages et découpages originaux), inspiré par les différents pseudonyme et la dernière demeure de Georges Simenon à Lausanne, avenue des Figuiers 12 Voir: Département des livres rares et précieux de la bibliothèque cantonale et universitaire de Lausanne (identifiant MMS: 991019865289702851).

- Les Chansons d'Ulenspiegel, livre d'artiste 2016, collection Fête des fous, extraits typographiés de la Légende d'Ulenspiegel de Charles de Coster, portfolio en feuilles avec les éléments rouges contrecollés.  Un des 6 exemplaires uniques est conservé aux Archives et Musée de la Littérature de Belgique, . Exposition La légende continue. Ulenspiegel, 150 ans après De Coster. 150 jaar legende. Uilenspiegel eeuwig jong, Bruxelles.